# 메카 메트로

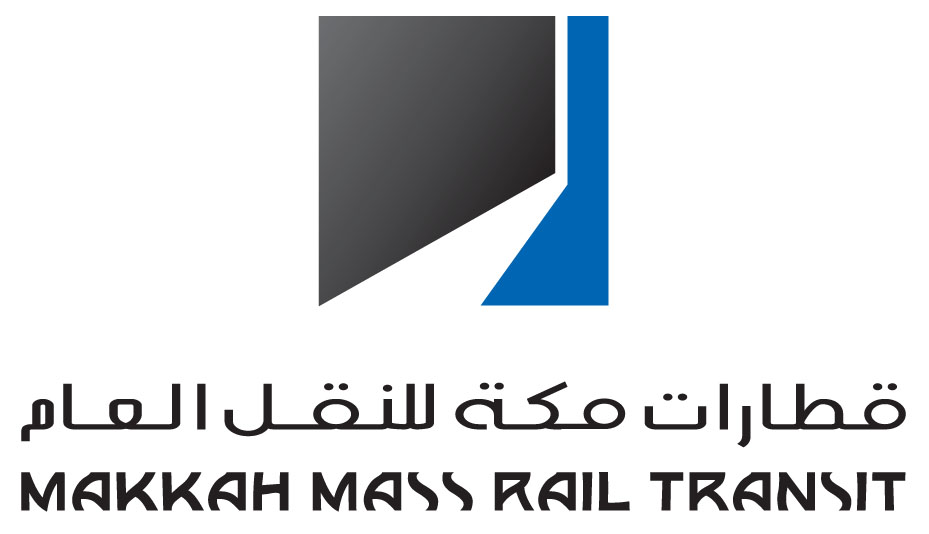
메카 메트로 로고

메카 메트로(아랍어: قطارات مكة للنقل العام)는 사우디아라비아 메카의 도시철도 시스템이다. 메트로는 중국철건에서 건설했으며 메카 대중철도교통회사(MMRTC)에서 운영한다.